# Lâu đài Grodno
Lâu đài Grodno (trước đây là Kynsburg) là một lâu đài nằm ở phía nam của dãy núi Wałbrzych, trên núi Choina (450 m), đứng bên trái của dòng sông Bystrzyca. Thung lũng của con sông này, trước đây gọi là Thung lũng Silesian (Śląska Dolina, Ba Lan), tạo ra một ranh giới tự nhiên giữa dãy núi Owl và về phía tây của dãy núi Wałbrzych. Lâu đài nằm ở Zagórze ląskie (cách 11 km về phía đông của Wałbrzych), Lower Silesian Voivodeship ở Ba Lan.
Vị trí đẹp như tranh vẽ của lâu đài càng được tôn lên bởi đập nước của Hồ Lubachowskie ở chân đồi núi.

## Lịch sử
Theo truyền thống, lâu đài được xây dựng vào năm 1193, bởi Duke Bolesław I the Tall. Lâu đài, cùng với một mạng lưới pháo đài đã được sử dụng làm tuyến phòng thủ giữa Lãnh địa Jawor và Vương quốc Bohemia. Vào thế kỷ thứ XVI, lâu đài Grodno được mở rộng bởi một cổng, trên đó có sgraffito quý giá, và đồng hồ mặt trời từ năm 1716. Lâu đài bị tàn phá trong các trận chiến chống lại người Thụy Điển trong Chiến tranh ba mươi năm, dần dần rơi vào cảnh hoang tàn. Vào thế kỷ XIX, tòa tháp đã sụp đổ. Chủ sở hữu cuối cùng của Grodno, là gia đình Zedlits, công ty đã tiếp tục cải tạo và củng cố lâu đài.